# Durlasy
Durlasy, także Durliasy – wieś sołecka kurpiowska w Polsce położona w województwie mazowieckim, w powiecie ostrołęckim, w gminie Lelis.
| SIMC    | Nazwa           | Rodzaj    |
| ------- | --------------- | --------- |
| 0512941 | Przewrotna Góra | część wsi |

## Historia
Król August III wydał w 1752 roku przywilej, którym uwolnił miejscowych włościan od pańszczyzny za czynszem 114 złotych polskich. Wieś była także zobowiązana do łożenia na seminarium w Pułtusku do 1799 roku.
Ludność wsi powoli rosła: w 1820 było w Durlasach 17 gospodarstw rolniczych. W 1827 liczyła 16 domostw ze 125 mieszkańcami. Pod koniec XIX wieku Durlasy liczyły 1038 mórg gruntu z 22 domostwami i 211 mieszkańcami.
W latach 1921–1939 wieś leżała w województwie białostockim, w powiecie ostrołęckim, w gminie Nasiadki (od 1931 w gminie Durlasy).
Miejscowość należała do parafii rzymskokatolickiej w Ostrołęce. Podlegała pod Sąd Grodzki w Ostrołęce i Okręgowy w Łomży; właściwy urząd pocztowy Ostrołęka 1.
W wyniku agresji niemieckiej we wrześniu 1939 wieś znalazła się pod okupacją niemiecką. Od 1939 do wyzwolenia w 1945 włączona w skład Landkreis Scharfenwiese, rejencji ciechanowskiej Prus Wschodnich III Rzeszy.
Do 1954 roku istniała gmina Durlasy. W latach 1975–1998 miejscowość administracyjnie należała do województwa ostrołęckiego.

## Demografia
Według Powszechnego Spisu Ludności z 1921 roku wieś zamieszkiwało 219 osób w 36 budynkach mieszkalnych. 
W 2008 w Durlasach mieszkało 468 osób, zaś w 2011 roku – 479.

## Architektura
Rejestr zabytków nie wykazuje żadnego obiektu w Durlasach.

## Religia
Wierni Kościoła rzymskokatolickiego należą do parafii Matki Bożej Nieustającej Pomocy w Lelisie.